# Pralesnička amazonská
Pralesnička amazonská (Ranitomeya amazonica) je druh pralesničky rodu Ranitomeya. Nejprve byla považována pouze za barevnou variantu pralesničky síťkované (Ranytomeia reticulata), v roce 1999 bylo především na základě odlišnosti jejich volání zjištěno že se jedná o jiný druh. Byla popsána Rainerem Schultem, ale i později bylo debatováno, zda se skutečně nejedná o pralesničku síťkovanou; genetické údaje a další studie však potvrzují samostatnost tohoto druhu.[zdroj?]

## Rozšíření
Známé rozšíření se skládá z rozlehlých samostatných populací. Ty jsou v severovýchodním Peru (region Loreto), jihovýchodní Kolumbii (department Amazonas), severozápadní Brazílii, jižní Venezuele, jižní Guyaně, východní Francouzské Guyaně a v deltě Amazonky.

## Status
Pralesnička amazonská byla v červeném seznamu IUCN z roku 2004 zapsána jako taxon s chybějícími údaji. Není známo, kolik pralesniček amazonských v přírodě žije. Později Brown, Twomey a jiní jejich kolegové navrhli, že by se měla pralesnička amazonská řadit jako málo dotčený taxon.[zdroj?]

## Popis
Pralesnička amazonská je asi 16–19 mm dlouhá. Má černou kůži, oranžové až žluté pruhy na celém těle mimo modrých nohou s černými skvrnami. Není vidět žádná výrazná pohlavní dvojtvárnost kromě toho, že samice mohou být o něco větší než samci.